# Noorwegen op de Olympische Winterspelen 1994
Tijdens de Olympische Winterspelen van 1994, die in Lillehammer werden gehouden, nam het gastland Noorwegen voor de zeventiende keer deel. Meest succesvolle Noorse atleet tijdens deze spelen was schaatser Johann Olav Koss.

## Medailleoverzicht
| Sport              | Olympiër                                                     | Discipline                     | Medaille |
| ------------------ | ------------------------------------------------------------ | ------------------------------ | -------- |
| Alpineskiën        | Lasse Kjus                                                   | combinatie (m)                 | Goud     |
| Freestyleskiën     | Stine Lise Hattestad                                         | moguls (v)                     | Goud     |
| Langlaufen         | Bjørn Dæhlie                                                 | 10 km klassiek (m)             | Goud     |
| Langlaufen         | Bjørn Dæhlie                                                 | achtervolging 10 km+15 km (m)  | Goud     |
| Langlaufen         | Thomas Alsgaard                                              | 30 km vrije stijl (m)          | Goud     |
| Noordse combinatie | Fred Børre Lundberg                                          | individueel (m)                | Goud     |
| Schaatsen          | Johann Olav Koss                                             | 1500 m (m)                     | Goud     |
| Schaatsen          | Johann Olav Koss                                             | 5000 m (m)                     | Goud     |
| Schaatsen          | Johann Olav Koss                                             | 10.000 m (m)                   | Goud     |
| Schansspringen     | Espen Bredesen                                               | normale schans individueel (m) | Goud     |
| Alpineskiën        | Kjetil André Aamodt                                          | afdaling (m)                   | Zilver   |
| Alpineskiën        | Kjetil André Aamodt                                          | combinatie (m)                 | Zilver   |
| Langlaufen         | Bjørn Dæhlie                                                 | 30 km vrije stijl (m)          | Zilver   |
| Langlaufen         | Marit Wold                                                   | 30 km klassiek (v)             | Zilver   |
| Langlaufen         | Sture Sivertsen Vegard Ulvang Thomas Alsgaard Bjørn Dæhlie   | 4x10 km estafette (m)          | Zilver   |
| Langlaufen         | Trude Dybendahl Inger Helene Nybråten Elin Nilsen Anita Moen | 4x5 km estafette (v)           | Zilver   |
| Noordse combinatie | Knut Tore Apeland Bjarte Engen Vik Fred Børre Lundberg       | team (m)                       | Zilver   |
| Schaatsen          | Kjell Storelid                                               | 5000 m (m)                     | Zilver   |
| Schaatsen          | Kjell Storelid                                               | 10.000 m (m)                   | Zilver   |
| Schansspringen     | Espen Bredesen                                               | grote schans individueel (m)   | Zilver   |
| Schansspringen     | Lasse Ottesen                                                | normale schans individueel (m) | Zilver   |
| Alpineskiën        | Kjetil André Aamodt                                          | super g (m)                    | Brons    |
| Alpineskiën        | Harald Christian Strand Nilsen                               | combinatie (m)                 | Brons    |
| Freestyleskiën     | Hilde Synnøve Lid                                            | aerials (v)                    | Brons    |
| Langlaufen         | Sture Sivertsen                                              | 50 km klassiek (m)             | Brons    |
| Noordse combinatie | Bjarte Engen Vik                                             | individueel (m)                | Brons    |

## Deelnemers en resultaten
(m) = mannen, (v) = vrouwen 

### Alpineskiën
| Olympiër                       | Discipline       | Resultaat | Prestatie                                                        |
| ------------------------------ | ---------------- | --------- | ---------------------------------------------------------------- |
| Kjetil André Aamodt            | afdaling (m)     | Zilver    | 1.45,79 (+0,04)                                                  |
| Kjetil André Aamodt            | super g (m)      | Brons     | 1.32,93 (+0,40)                                                  |
| Kjetil André Aamodt            | reuzenslalom (m) | 12e       | 2.53,91 (+1,45) 1.30,03+1.23,88                                  |
| Kjetil André Aamodt            | slalom (m)       | dnf-2     | opgave run 2 1.01,80+dnf                                         |
| Kjetil André Aamodt            | combinatie (m)   | Zilver    | 3.18,55 (+1,02) afdaling: 1.37,49 slalom: 1.41,06 (51,77+49,29)  |
| Ole Kristian Furuseth          | reuzenslalom (m) | dnf-1     | opgave run 1                                                     |
| Ole Kristian Furuseth          | slalom (m)       | dq-1      | diskwalificatie run 1 dq (1.01,16)                               |
| Finn Christian Jagge           | slalom (m)       | 6e        | 2.03,19 (+1,17) 1.02,16+1.01,03                                  |
| Lasse Kjus                     | afdaling (m)     | 18e       | 1.46,84 (+1,09)                                                  |
| Lasse Kjus                     | super g (m)      | 12e       | 1.34,02 (+1,49)                                                  |
| Lasse Kjus                     | reuzenslalom (m) | 7e        | 2.53,23 (+0,77) 1.29,07+1.24,16                                  |
| Lasse Kjus                     | slalom (m)       | dnf-1     | opgave run 1                                                     |
| Lasse Kjus                     | combinatie (m)   | Goud      | 3.17,53 afdaling: 1.36,95 slalom: 1.40,58 (51,25+49,33)          |
| Atle Skårdal                   | afdaling (m)     | 9e        | 1.46,29 (+0,54)                                                  |
| Atle Skårdal                   | super g (m)      | 6e        | 1.33,31 (+0,78)                                                  |
| Atle Skårdal                   | combinatie (m)   | 18e       | 3.24,28 (+6,75) afdaling: 1.38,18 slalom: 1.46,10 (54,29+51,81)  |
| Harald Christian Strand Nilsen | combinatie (m)   | Brons     | 3.19,14 (+1,61) afdaling: 1.39,05 slalom: 1.40,09 (51,59+48,50)  |
| Jan Einar Thorsen              | afdaling (m)     | 10e       | 1.46,34 (+0,59)                                                  |
| Jan Einar Thorsen              | super g (m)      | 7e        | 1.33,37 (+0,84)                                                  |
| Jan Einar Thorsen              | reuzenslalom (m) | 4e        | 2.52,71 (+0,25) 1.28,78+1.23,93                                  |
|                                |                  |           |                                                                  |
| Trine Bakke                    | reuzenslalom (v) | 19e       | 2.37,18 (+6,21) 1.23,63+1.13,55                                  |
| Trine Bakke                    | slalom (v)       | dq-1      | diskwalificatie run 1 dq (1.01,60)                               |
| Caroline Gedde-Dahl            | super g (v)      | 35e       | 1.26,13 (+3,98)                                                  |
| Caroline Gedde-Dahl            | reuzenslalom (v) | dnf-2     | opgave run 2 1.23,42+dnf                                         |
| Caroline Gedde-Dahl            | slalom (v)       | dq-1      | diskwalificatie run 1 dq (1.02,67)                               |
| Trude Gimle                    | slalom (v)       | 15e       | 1.59,87 (+3,86) 1.01,55+58,32                                    |
| Marianne Kjørstad              | super g (v)      | 22e       | 1.23,83 (+1,68)                                                  |
| Marianne Kjørstad              | reuzenslalom (v) | 8e        | 2.34,79 (+3,82) 1.21,81+1.12,98                                  |
| Marianne Kjørstad              | slalom (v)       | dnf-1     | opgave run 1                                                     |
| Jeanette Lunde                 | afdaling (v)     | 11e       | 1.37,80 (+1,87)                                                  |
| Jeanette Lunde                 | super g (v)      | 32e       | 1.25,32 (+3,17)                                                  |
| Jeanette Lunde                 | combinatie (v)   | 15e       | 3.15,97 (+10,81) afdaling: 1.29,31 slalom: 1.46,66 (55,11+51,55) |

### Biatlon
| Olympiër                                                                     | Discipline             | Resultaat | Prestatie |
| ---------------------------------------------------------------------------- | ---------------------- | --------- | --- |
| Ole Einar Bjørndalen                                                         | 10 km (m)              | 28e       | 30.44,6 (+2.37,6) pen.: 1 (1 + 0)                                                                                           |
| Ole Einar Bjørndalen                                                         | 20 km (m)              | 36e       | 1:01.51,0 (+4.25,7) pen.: 4 (1 + 1 + 1 + 1)                                                                                 |
| Sylfest Glimsdal                                                             | 10 km (m)              | 53e       | 32.07,4 (+4.00,4) pen.: 3 (2 + 1)                                                                                           |
| Sylfest Glimsdal                                                             | 20 km (m)              | 9e        | 59.42,4 (+2.17,1) pen.: 3 (2 + 0 + 0 + 1)                                                                                   |
| Halvard Hanevold                                                             | 20 km (m)              | 46e       | 1:02.52,0 (+5.26,7) pen.: 4 (1 + 0 + 2 + 1)                                                                                 |
| Jon Åge Tyldum                                                               | 10 km (m)              | 25e       | 30.36,7 (+2.29,7) pen.: 2 (1 + 1)                                                                                           |
| Jon Åge Tyldum                                                               | 20 km (m)              | 52e       | 1:03.31,7 (+6.06,4) pen.: 3 (2 + 0 + 0 + 1)                                                                                 |
| Ivar Ulekleiv                                                                | 10 km (m)              | 14e       | 29.56,6 (+1.49,6) pen.: 1 (0 + 1)                                                                                           |
| Team Ole Einar Bjørndalen Ivar Ulekleiv Halvard Hanevold Jon Åge Tyldum      | 4x7,5 km estafette (m) | 7e        | 1:33.32,8 (+3.10,7) pen.: 0 23.50,5 pen.: 0 (0 + 0) 23.00,2 pen.: 0 (0 + 0) 23.44,5 pen.: 0 (0 + 0) 22.57,6 pen.: 0 (0 + 0) |
|                                                                              |                        |           | |
| Gunn Margit Andreassen                                                       | 15 km (v)              | 43e       | 59.02,7 (+6.56,1) pen.: 3 (0 + 2 + 1 + 0)                                                                                   |
| Anne Elvebakk                                                                | 15 km (v)              | 59e       | 1:00.29,8 (+8.23,2) pen.: 5 (2 + 2 + 1 + 0)                                                                                 |
| Hildegunn Fossen                                                             | 7,5 km (v)             | 47e       | 29.16,2 (+3.07,4) pen.: 4 (2 + 2)                                                                                           |
| Hildegunn Fossen                                                             | 15 km (v)              | 21e       | 55.55,4 (+3.48,8) pen.: 3 (0 + 3 + 0 + 0)                                                                                   |
| Elin Kristiansen                                                             | 7,5 km (v)             | 10e       | 26.53,5 (+44,7) pen.: 0 (0 + 0)                                                                                             |
| Elin Kristiansen                                                             | 15 km (v)              | 31e       | 57.04,2 (+4.57,6) pen.: 3 (1 + 1 + 0 + 1)                                                                                   |
| Annette Sikveland                                                            | 7,5 km (v)             | 22e       | 27.32,8 (+1.24,0) pen.: 2 (1 + 1)                                                                                           |
| Ann Elen Skjelbreid                                                          | 7,5 km (v)             | 17e       | 27.17,7 (+1.08,9) pen.: 1 (0 + 1)                                                                                           |
| Team Ann Elen Skjelbreid Annette Sikveland Hildegunn Fossen Elin Kristiansen | 4x7,5 km estafette (v) | 4e        | 1:54.08,1 (+6.48,6) pen.: 2 29.36,7 pen.: 1 (0 + 1) 28.21,2 pen.: 1 (0 + 1) 28.17,0 pen.: 0 (0 + 0) 27.53,2 pen.: 0 (0 + 0) |

### Freestyleskiën
| Olympiër             | Discipline  | Resultaat | Prestatie                           |
| -------------------- | ----------- | --------- | ----------------------------------- |
| Hans Engelsen Eide   | moguls (m)  | 15e       | 23,32 p. (kwalificatie: 25,06 p.)   |
| Tor Skeie            | aerials (m) | 15e       | dnq (kwalificatie: 172,77 p.)       |
| Stine Lise Hattestad | moguls (v)  | Goud      | 25,97 p. (kwalificatie: 24,91 p.)   |
| Hilde Synnøve Lid    | aerials (v) | Brons     | 164,13 p. (kwalificatie: 158,70 p.) |

### Langlaufen
| Olympiër                                                          | Discipline                    | Resultaat | Prestatie                                             |
| ----------------------------------------------------------------- | ----------------------------- | --------- | ----------------------------------------------------- |
| Thomas Alsgaard                                                   | 10 km klassiek (m)            | 24e       | 26.07,0 (+1.46,9)                                     |
| Thomas Alsgaard                                                   | 30 km vrije stijl (m)         | Goud      | 1:12.26,4                                             |
| Thomas Alsgaard                                                   | achtervolging 10 km+15 km (m) | dns       | niet gestart 15 km (10 km:26.07 + 15 km:niet gestart) |
| Bjørn Dæhlie                                                      | 10 km klassiek (m)            | Goud      | 24.20,1                                               |
| Bjørn Dæhlie                                                      | 30 km vrije stijl (m)         | Zilver    | 1:13.13,6 (+47,2)                                     |
| Bjørn Dæhlie                                                      | 50 km klassiek (m)            | 4e        | 2:09.11,4 (+1.51,1)                                   |
| Bjørn Dæhlie                                                      | achtervolging 10 km+15 km (m) | Goud      | 1:00.08,8 (10 km:24.20 + 15 km:35.48,8)               |
| Erling Jevne                                                      | 50 km klassiek (m)            | 5e        | 2:09.12,2 (+1.51,9)                                   |
| Egil Kristiansen                                                  | 30 km vrije stijl (m)         | 8e        | 1:15.37,7 (+3.11,3)                                   |
| Sture Sivertsen                                                   | 10 km klassiek (m)            | 5e        | 24.59,7 (+39,6)                                       |
| Sture Sivertsen                                                   | 50 km klassiek (m)            | Brons     | 2:08.49,0 (+1.28,7)                                   |
| Sture Sivertsen                                                   | achtervolging 10 km+15 km (m) | 7e        | +2.00,9 (10 km:24.59 + 15 km:37.10,7)                 |
| Kristen Skjeldal                                                  | 30 km vrije stijl (m)         | 18e       | 1:17.48,3 (+5.21,9)                                   |
| Vegard Ulvang                                                     | 10 km klassiek (m)            | 7e        | 25.08,0 (+47,9)                                       |
| Vegard Ulvang                                                     | 50 km klassiek (m)            | 10e       | 2:10.40,0 (+3.19,7)                                   |
| Vegard Ulvang                                                     | achtervolging 10 km+15 km (m) | dns       | niet gestart 15 km (10 km:25.08 + 15 km:niet gestart) |
| Team Sture Sivertsen Vegard Ulvang Thomas Alsgaard Bjørn Dæhlie   | 4x10 km estafette (m)         | Zilver    | 1:41.15,4 (+0,4) 26.03,2 26.04,2 24.59,2 24.08,8      |
|                                                                   |                               |           |                                                       |
| Trude Dybendahl                                                   | 5 km klassiek (v)             | 7e        | 14.48,1 (+39,3)                                       |
| Trude Dybendahl                                                   | 30 km klassiek (v)            | 4e        | 1:26.52,6 (+1.11,0)                                   |
| Trude Dybendahl                                                   | achtervolging 5 km+10 km (v)  | 7e        | +1.12,1 (5 km:14.48 + 10 km:28.02,2)                  |
| Marit Wold                                                        | 15 km vrije stijl (v)         | 14e       | 43.25,1 (+3.40,6)                                     |
| Marit Wold                                                        | 30 km klassiek (v)            | Zilver    | 1:25.57,8 (+16,2)                                     |
| Anita Moen                                                        | 5 km klassiek (v)             | 4e        | 14.39,4 (+30,6)                                       |
| Anita Moen                                                        | 15 km vrije stijl (v)         | 10e       | 42.42,9 (+2.58,4)                                     |
| Anita Moen                                                        | 30 km klassiek (v)            | 10e       | 1:28.18,1 (+2.36,5)                                   |
| Anita Moen                                                        | achtervolging 5 km+10 km (v)  | 8e        | +1.43,1 (5 km:14.39 + 10 km:28.42,2)                  |
| Elin Nilsen                                                       | 5 km klassiek (v)             | 12e       | 15.03,1 (+54,3)                                       |
| Elin Nilsen                                                       | 15 km vrije stijl (v)         | 13e       | 43.19,8 (+3.35,3)                                     |
| Elin Nilsen                                                       | achtervolging 5 km+10 km (v)  | 12e       | +2.05,3 (5 km:15.03 + 10 km:28.40,4)                  |
| Inger Helene Nybråten                                             | 5 km klassiek (v)             | 5e        | 14.43,6 (+34,8)                                       |
| Inger Helene Nybråten                                             | 30 km klassiek (v)            | 7e        | 1:27.11,2 (+1.29,6)                                   |
| Inger Helene Nybråten                                             | achtervolging 5 km+10 km (v)  | dns       | niet gestart 10 km (5 km:14.43 + 10 km:niet gestart)  |
| Bente Martinsen                                                   | 15 km vrije stijl (v)         | 20e       | 44.35,0 (+4.50,5)                                     |
| Team Trude Dybendahl Inger Helene Nybråten Elin Nilsen Anita Moen | 4x5 km estafette (v)          | Zilver    | 57.42,6 (+30,1) 15.13,4 14.31,6 14.05,5 13.52,1       |

### Noordse combinatie
| Olympiër                                                    | Discipline      | Resultaat | Prestatie |
| ----------------------------------------------------------- | --------------- | --------- | --- |
| Fred Børre Lundberg                                         | individueel (m) | Goud      | — — schans: 247,0 p — 15 km: 39.07,9 |
| Bjarte Engen Vik                                            | individueel (m) | Brons     | +1.18,3 — schans: 240,5 p — 15 km: 39.43,2 |
| Trond Einar Elden                                           | individueel (m) | 8e        | +4.02,8 — schans: 201,5 p — 15 km: 38.07,7 |
| Knut Tore Apeland                                           | individueel (m) | 11e       | +4.51,7 — schans: 204,5 p — 15 km: 39.16,6 |
| Team Knut Tore Apeland Bjarte Engen Vik Fred Børre Lundberg | team (m)        | Zilver    | +4.49,1 — schans: 672,0 p — 30 km: 1:22.33,9 schans: 215,0 p — 10 km: 26.51,5 schans: 249,5 p — 10 km: 28.28,8 schans: 207,5 p — 10 km: 27.13,6 |

### Rodelen
| Olympiër                          | Discipline | Resultaat | Prestatie                                             |
| --------------------------------- | ---------- | --------- | ----------------------------------------------------- |
| Pia Wedege                        | vrouwen    | 13e       | 3.18,047 (+2,530) (49,367 / 49,490 / 49,720 / 49,470) |
| Harald Rolfsen Lars-Marius Waldal | dubbel     | dq        | diskwalificatie run 1                                 |

### Schaatsen
| Olympiër             | Discipline   | Resultaat | Prestatie                 |
| -------------------- | ------------ | --------- | ------------------------- |
| Steinar Johansen     | 1500 m (m)   | 18e       | 1.55,21 (+3,92)           |
| Johann Olav Koss     | 1500 m (m)   | Goud      | 1.51,29                   |
| Johann Olav Koss     | 5000 m (m)   | Goud      | 6.34,96                   |
| Johann Olav Koss     | 10.000 m (m) | Goud      | 13.30,55                  |
| Grunde Njøs          | 500 m (m)    | 7e        | 36,66 (+0,33)             |
| Grunde Njøs          | 1000 m (m)   | dnf       | opgave                    |
| Ådne Søndrål         | 1000 m (m)   | dq        | diskwalificatie (1.14,86) |
| Ådne Søndrål         | 1500 m (m)   | 4e        | 1.53,13 (+1,84)           |
| Kjell Storelid       | 1500 m (m)   | 14e       | 1.54,69 (+3,40)           |
| Kjell Storelid       | 5000 m (m)   | Zilver    | 6.42,68 (+7,72)           |
| Kjell Storelid       | 10.000 m (m) | Zilver    | 13.49,25 (+18,70)         |
| Roger Strøm          | 500 m (m)    | dnf       | opgave                    |
| Roger Strøm          | 1000 m (m)   | 7e        | 1.13,74 (+1,31)           |
| Atle Vårvik          | 5000 m (m)   | 26e       | 7.00,83 (+25,87)          |
|                      |              |           |                           |
| Edel Therese Høiseth | 500 m (v)    | 8e        | 40,20 (+0,95)             |
| Edel Therese Høiseth | 1000 m (v)   | 26e       | 1.22,98 (+4,24)           |

### Schansspringen
| Olympiër                                                     | Discipline                     | Resultaat | Prestatie |
| ------------------------------------------------------------ | ------------------------------ | --------- | --- |
| Øyvind Berg                                                  | normale schans individueel (m) | 52e       | 149,5 punten 112,5 p. (89,0 m) + 37,0 p. (59,0 m) |
| Øyvind Berg                                                  | grote schans individueel (m)   | 17e       | 187,0 punten 99,6 p. (112,0 m) + 87,4 p. (105,5 m) |
| Espen Bredesen                                               | normale schans individueel (m) | Goud      | 282,0 punten 140,5 p. (100,5 m) + 141,5 p. (104,0 m) |
| Espen Bredesen                                               | grote schans individueel (m)   | Zilver    | 266,5 punten 144,4 p. (135,5 m) + 122,1 p. (122,0 m) |
| Bjørn Myrbakken                                              | normale schans individueel (m) | 39e       | 177,5 punten 106,5 p. (87,0 m) + 71,0 p. (84,5 m) |
| Lasse Ottesen                                                | normale schans individueel (m) | Zilver    | 268,0 punten 137,5 p. (102,5 m) + 130,5 p. (98,0 m) |
| Lasse Ottesen                                                | grote schans individueel (m)   | 6e        | 226,6 punten 109,6 p. (117,0 m) + 117,0 p. (120,0 m) |
| Stein Henrik Tuff                                            | grote schans individueel (m)   | 43e       | 110,5 punten 51,1 p. (87,0 m) + 59,4 p. (90,5 m) |
| Team Øyvind Berg Lasse Ottesen Roar Ljøkelsøy Espen Bredesen | grote schans team (m)          | 4e        | 898,8 punten 98,7 p. (111,5 m) + 116,8 p. (121,0 m) 114,7 p. (119,0 m) + 125,1 p. (124,5 m) 110,2 p. (116,5 m) + 75,6 p. (99,5 m) 126,1 p. (124,5 m) + 131,6 p. (127,0 m) |

### Shorttrack
| Olympiër                                                                      | Discipline           | Resultaat | Prestatie                                   |
| ----------------------------------------------------------------------------- | -------------------- | --------- | ------------------------------------------- |
| Bjørnar Elgetun                                                               | 500 m (m)            | 9e        | dnq, kf 4 (3e): 45,35, vr 8 (1e): 44,01     |
| Bjørnar Elgetun                                                               | 1000 m (m)           | 11e       | dnq, kf 3 (3e): 1.30,96, vr 8 (2e): 1.32,35 |
| Bjørnar Elgetun Gisle Elvebakken Tore Klevstuen Morten Staubo Øystein Carlsen | 5000 m aflossing (m) | 6e        | B-finale: 7.24,29, hf 1 (4e): 7.25,73       |

### IJshockey
| Olympiër | Discipline | Resultaat | Prestatie |
| --- | ---------- | --------- | --- |
| Rob Schistad Jim Marthinsen Petter Salsten Morgan Andersen Tommy Jakobsen Jan-Roar Fagerli Svein Enok Nørstebø Svenn Erik Bjørnstad Cato Tom Andersen Geir Hoff Vegar Barlie Lars Andersen Ole-Eskild Dahlstrøm Arne Billkvam Erik Kristiansen Trond Magnussen Petter Thoresen Morten Finstad Roy Johansen Tom Johansen Marius Rath Espen Knutsen | mannen     | 11e       | Voorronde groep A: 1- 5 Noorwegen - Rusland 1- 2 Noorwegen - Duitsland 0- 4 Noorwegen - Finland 1- 4 Noorwegen - Tsjechië 2- 4 Noorwegen - Oostenrijk Wedstrijd om 9e t/m 12e plaats: 3- 6 Noorwegen - Italië Wedstrijd om de 11e plaats: 3- 1 Noorwegen - Oostenrijk |

Amerikaanse Maagdeneilanden · Amerikaans-Samoa · Andorra · Argentinië · Armenië · Australië · België · Bermuda · Bosnië en Herzegovina · Brazilië · Bulgarije · Canada · Chili · China · Chinees Taipei · Cyprus · Denemarken · Duitsland · Estland · Fiji · Finland · Frankrijk · Georgië · Griekenland · Groot-Brittannië · Hongarije · IJsland · Israël · Italië · Jamaica · Japan · Kazachstan · Kirgizië · Kroatië · Letland · Liechtenstein · Litouwen · Luxemburg · Mexico · Moldavië · Monaco · Mongolië · Nederland · Nieuw-Zeeland · Noorwegen · Oekraïne · Oezbekistan · Oostenrijk · Polen · Portugal · Puerto Rico · Roemenië · Rusland · San Marino · Senegal · Slovenië · Slowakije · Spanje · Trinidad en Tobago · Tsjechië · Turkije · Verenigde Staten · Wit-Rusland · Zuid-Afrika · Zuid-Korea · Zweden · Zwitserland